# Seznam prezidentů Čínské republiky

Vlajka tchajwanského prezidenta (Čínská republika)
Poměr stran: 2:3

Zde je seznam všech prezidentů Čínské republiky, státu vzniknuvšího po pádu Čínského císařství. Od roku 1949 patří titul prezidenta Čínské republiky hlavě státu omezeného na ostrov Tchaj-wan. Úřadujícím prezidentem je Laj Čching-te z Demokratické pokrokové strany.
| Pořadí                                                              | Portrét                                                             | Jméno jméno čínskými znaky (narození–úmrtí)                         | Nástup do úřadu                                                     | Opuštění úřadu                                                                      | Strana politická skupina                                            | Poznámky                                                            |
| Prozatímní prezidenti Čínské republiky a prezidenti pekingské vlády | Prozatímní prezidenti Čínské republiky a prezidenti pekingské vlády | Prozatímní prezidenti Čínské republiky a prezidenti pekingské vlády | Prozatímní prezidenti Čínské republiky a prezidenti pekingské vlády | Prozatímní prezidenti Čínské republiky a prezidenti pekingské vlády                 | Prozatímní prezidenti Čínské republiky a prezidenti pekingské vlády | Prozatímní prezidenti Čínské republiky a prezidenti pekingské vlády |
| ------------------------------------------------------------------- | ------------------------------------------------------------------- | ------------------------------------------------------------------- | ------------------------------------------------------------------- | ----------------------------------------------------------------------------------- | ------------------------------------------------------------------- | ------------------------------------------------------------------- |
| 1.                                                                  |                                                                     | Sunjatsen 孫文 (1866–1925)                                          | 1. ledna 1912                                                       | 10. března 1912                                                                     | Čínská aliance                                                      | První prozatímní prezident                                          |
| 2.                                                                  |                                                                     | Jüan Š’-kchaj 袁世凱 (1859–1916)                                    | 10. března 1912                                                     | 10. října 1913                                                                      | Pej-jangská klika                                                   | Druhý prozatímní prezident                                          |
| 2.                                                                  | 10. října 1913                                                      | Jüan Š’-kchaj 袁世凱 (1859–1916)                                    | 22. prosince 1915                                                   | První řádný prezident, prohlásil se císařem                                         | Pej-jangská klika                                                   |                                                                     |
| 2.                                                                  | 22. března 1916                                                     | Jüan Š’-kchaj 袁世凱 (1859–1916)                                    | 6. června 1916                                                      | Zemřel v úřadě                                                                      | Pej-jangská klika                                                   |                                                                     |
| 3.                                                                  |                                                                     | Li Jüan-chung 黎元洪 (1864–1928)                                    | 7. června 1916                                                      | 17. července 1917                                                                   | Pokroková strana                                                    |                                                                     |
| -                                                                   |                                                                     | Feng Kuo-čang 馮國璋 (1859–1919) zastupující                        | 17. července 1917                                                   | 10. října 1918                                                                      | Č’liská klika                                                       |                                                                     |
| 4.                                                                  |                                                                     | Sü Š’-čchang 徐世昌 (1855–1939)                                     | 10. října 1918                                                      | 2. června 1922                                                                      | Anchuejská klika                                                    |                                                                     |
| -                                                                   |                                                                     | Čou C’-čchi 周自齊 (1871–1923) zastupující                          | 2. června 1922                                                      | 11. června 1922                                                                     | Kantonská klika                                                     |                                                                     |
| (3.)                                                                |                                                                     | Li Jüan-chung 黎元洪 (1864–1928)                                    | 11. června 1922                                                     | 13. června 1923                                                                     | Pokroková strana                                                    | V úřadu podruhé                                                     |
| -                                                                   |                                                                     | Kao Ling-wej 高凌霨 (1868–1939) zastupující                         | 14. června 1923                                                     | 10. října 1923                                                                      | Č’liská klika                                                       |                                                                     |
| 5.                                                                  |                                                                     | Cchao Kchun 曹錕 (1862–1938)                                        | 10. října 1923                                                      | 2. listopadu 1924                                                                   | Č’liská klika                                                       |                                                                     |
| -                                                                   |                                                                     | Chuang Fu 黃郛 ( 1883–1936) zastupující                             | 2. listopadu 1924                                                   | 24. listopadu 1924                                                                  | nestraník                                                           |                                                                     |
| 6.                                                                  |                                                                     | Tuan Čchi-žuej 段祺瑞 (1865–1936)                                   | 24. listopadu 1924                                                  | 20. dubna 1926                                                                      | Anchuejská klika                                                    |                                                                     |
| -                                                                   |                                                                     | Chu Wej-te 胡惟德 (1863–1933) zastupující                           | 20. dubna 1926                                                      | 13. května 1926                                                                     | Č’liská klika                                                       |                                                                     |
| -                                                                   |                                                                     | Jen Chuej-čching 顏惠慶 (1877–1950) zastupující                     | 13. května 1926                                                     | 22. června 1926                                                                     | nestraník                                                           |                                                                     |
| -                                                                   |                                                                     | Tu Si-kuej 杜錫珪 (1875–1933) zastupující                           | 22. června 1926                                                     | 1. října 1926                                                                       | Č’liská klika                                                       |                                                                     |
| -                                                                   |                                                                     | Ku Wej-ťün 顧維鈞 (1887–1985) zastupující                           | 1. října 1926                                                       | 17. června 1927                                                                     | nestraník                                                           |                                                                     |
| 7.                                                                  |                                                                     | Čang Cuo-lin 張作霖 (1875–1928)                                     | 18. června 1927                                                     | 3. června 1928                                                                      | Fengtianská klika                                                   |                                                                     |
| Prezidenti kuomintangské nacionalistické vlády                      |                                                                     |                                                                     |                                                                     |                                                                                     |                                                                     |                                                                     |
| 8.                                                                  |                                                                     | Tchan Jen-kchaj 譚延闓 (1880–1930)                                  | 2. února 1928                                                       | 10. října 1928                                                                      | Kuomintang                                                          | Vláda jedné strany (do konce 80. let)                               |
| 9.                                                                  |                                                                     | Čankajšek 蔣中正 (1887–1975)                                        | 10. října 1928                                                      | 15. prosince 1931                                                                   | Kuomintang                                                          |                                                                     |
| 10.                                                                 |                                                                     | Lin Sen 林森 (1868–1943)                                            | 15. prosince 1931                                                   | 1. srpna 1943                                                                       | Kuomintang                                                          | Zemřel v úřadě                                                      |
| (9.)                                                                |                                                                     | Čankajšek 蔣中正 (1887–1975)                                        | 1. srpna 1943                                                       | 20. května 1948                                                                     | Kuomintang                                                          |                                                                     |
| (9.)                                                                | 20. května 1948                                                     | Čankajšek 蔣中正 (1887–1975)                                        | 21. ledna 1949                                                      | Prohra s komunistickými revolucionáři 1. Prezident Tchaj-wanu Ztráta pevninské Číny | Kuomintang                                                          |                                                                     |
| -                                                                   |                                                                     | Li Cung-žen 李宗仁 (1890–1969) zastupující                          | 21. ledna 1949                                                      | 1. března 1950                                                                      | Kumomintang                                                         |                                                                     |
| (9.)                                                                |                                                                     | Čankajšek 蔣中正 (1887–1975)                                        | 1. března 1950                                                      | 20. května 1954                                                                     | Kuomintang                                                          |                                                                     |
| (9.)                                                                | 20. května 1954                                                     | Čankajšek 蔣中正 (1887–1975)                                        | 20. května 1960                                                     |                                                                                     | Kuomintang                                                          |                                                                     |
| (9.)                                                                | 20. května 1960                                                     | Čankajšek 蔣中正 (1887–1975)                                        | 20. května 1966                                                     |                                                                                     | Kuomintang                                                          |                                                                     |
| (9.)                                                                | 20. května 1966                                                     | Čankajšek 蔣中正 (1887–1975)                                        | 20. května 1972                                                     |                                                                                     | Kuomintang                                                          |                                                                     |
| (9.)                                                                | 20. května 1972                                                     | Čankajšek 蔣中正 (1887–1975)                                        | 5. dubna 1975                                                       | Zemřel v úřadě                                                                      | Kuomintang                                                          |                                                                     |
| 11.                                                                 |                                                                     | Jen Ťia-kan 嚴家淦 (1905–1993)                                      | 6. dubna 1975                                                       | 20. května 1978                                                                     | Kuomintang                                                          | Od roku 1966 viceprezident, po smrti Čankajška úřadující prezident  |
| 12.                                                                 |                                                                     | Ťiang Ťing-kuo 蔣經國 (1910–1988)                                   | 20. května 1978                                                     | 20. května 1984                                                                     | Kuomintang                                                          | Spustil „deset hlavních stavebních projektů“ na Tchaj-wanu          |
| 12.                                                                 | 20. května 1984                                                     | Ťiang Ťing-kuo 蔣經國 (1910–1988)                                   | 13. ledna 1988                                                      | Zemřel v úřadě                                                                      | Kuomintang                                                          |                                                                     |
| 13.                                                                 |                                                                     | Li Teng-chuej 李登輝 (1923-2020)                                    | 13. ledna 1988                                                      | 20. května 1990                                                                     | Kuomintang                                                          | První demokraticky zvolený prezident Čínské republiky               |
| 13.                                                                 | 20. května 1990                                                     | Li Teng-chuej 李登輝 (1923-2020)                                    | 20. května 1996                                                     |                                                                                     | Kuomintang                                                          | První demokraticky zvolený prezident Čínské republiky               |
| 13.                                                                 | 20. května 1996 (1. přímá volba)                                    | Li Teng-chuej 李登輝 (1923-2020)                                    | 20. května 2000                                                     |                                                                                     | Kuomintang                                                          | První demokraticky zvolený prezident Čínské republiky               |
| 14.                                                                 |                                                                     | Čchen Šuej-pien 陳水扁 (*1950)                                      | 20. května 2000                                                     | 20. května 2004                                                                     | Demokratická pokroková strana                                       |                                                                     |
| 14.                                                                 | 20. května 2004                                                     | Čchen Šuej-pien 陳水扁 (*1950)                                      | 20. května 2008                                                     |                                                                                     | Demokratická pokroková strana                                       |                                                                     |
| 15.                                                                 |                                                                     | Ma Jing-ťiou 馬英九 (*1950)                                         | 20. května 2008                                                     | 20. května 2012                                                                     | Kuomintang                                                          |                                                                     |
| 15.                                                                 | 20. května 2012                                                     | Ma Jing-ťiou 馬英九 (*1950)                                         | 20. května 2016                                                     |                                                                                     | Kuomintang                                                          |                                                                     |
| 16.                                                                 |                                                                     | Cchaj Jing-wen 蔡英文 (*1956)                                       | 20. května 2016                                                     | 20. května 2024                                                                     | Demokratická pokroková strana                                       | První žena v úřadu                                                  |
| 17.                                                                 |                                                                     | Laj Čching-te 賴清德 (*1959)                                        | 20. května 2024                                                     | úřadující                                                                           | Demokratická pokroková strana                                       | Mezi roky 2020 a 2024 byl viceprezidentem                           |